# Ytterbium(III)-fluorid
Ytterbium(III)-fluorid (YbF3) ist ein Salz des Seltenerd-Metalls Ytterbium mit Fluorwasserstoff.

## Gewinnung und Darstellung
Ytterbium(III)-fluorid kann durch Reaktion von Ytterbium(III)-oxid mit Fluorwasserstoff gewonnen werden.
{\displaystyle \mathrm {Yb_{2}O_{3}+6\ HF\longrightarrow 2\ YbF_{3}+3\ H_{2}O} }
Alternativ ist auch die Herstellung durch Reaktion von Flusssäure mit Ytterbium(III)-chlorid möglich.

## Eigenschaften
Bei Raumtemperatur nimmt Ytterbium(III)-fluorid die orthorhombische β-YF3-Strukturin der Raumgruppe Pnma (Raumgruppen-Nr. 62) ein.